# Großer Preis von Brasilien 1981
Der Große Preis von Brasilien 1981 (offiziell X Grande Prêmio do Brasil) fand am 29. März auf dem Jacarepaguá in Rio de Janeiro statt und war das zweite Rennen der Formel-1-Weltmeisterschaft 1981.

## Berichte

### Hintergrund
Zwei Wochen nach dem Saisonauftakt in Long Beach reiste ein nahezu unverändertes Teilnehmerfeld nach Rio de Janeiro, um dort den zweiten WM-Lauf zu absolvieren, der nach 1978 zum zweiten Mal nicht in Interlagos, sondern auf der Rennstrecke Jacarepaguá ausgetragen wurde.
Das finanziell angeschlagene Tyrrell-Team stellte den zweiten Werkswagen dem Paydriver Ricardo Zunino zur Verfügung. Die kurze Formel-1-Karriere von Kevin Cogan war somit nach zwei missglückten Qualifikationen beendet.
Der als Ligier-Stammfahrer verpflichtete Jean-Pierre Jabouille absolvierte den ersten Trainingstag inklusive des ersten Qualifikationstrainings. Er stellte dabei jedoch fest, dass seine Beinverletzungen, die er sich beim Großen Preis von Kanada 1980 zugezogen hatte, noch nicht ausreichend auskuriert waren, um den Belastungen eines Rennens standzuhalten. Daher übergab er seinen Wagen am zweiten Trainingstag an seinen Landsmann Jean-Pierre Jarier, der ihn bereits in Long Beach vertreten hatte.
Gilles Villeneuve bestritt seinen 50. Grand Prix.
Um den zwischen FISA und der FOCA ausgehandelten Kompromiss bezüglich eines minimalen Bodenabstands der Fahrzeuge von sechs Zentimetern zu umgehen, experimentierten mehrere Teams mit unterschiedlichen Verfahren. Lotus hatte den Typ 88 mit einem Doppelchassis entwickelt und befand sich damit in der Testphase. Brabham erprobte Gerüchten zufolge eine hydraulische Anlage, die den Wagen während der Fahrt absenken konnte.

### Training
Lokalmatador Nelson Piquet qualifizierte sich für die Pole-Position vor den beiden Williams-Piloten Carlos Reutemann und Alan Jones. Riccardo Patrese bestätigte mit dem vierten Platz, dass seine sehr gute Qualifying-Leistung in Long Beach kein Zufall war. Renault-Pilot Alain Prost bildete zusammen mit Bruno Giacomelli auf Alfa Romeo die dritte Startreihe.
Beide March-Piloten, beide Osella-Piloten sowie Jan Lammers auf ATS verfehlten die Qualifikation für einen der 24 Startplätze.

### Rennen
Nach einem verregneten Vormittag startete das Rennen bei feuchten Streckenverhältnissen. Bis auf Piquet, Didier Pironi und Siegfried Stohr setzten alle Fahrer Regenreifen ein.
Reutemann ging in Führung vor Jones, Patrese und Giacomelli. Piquets Reifenwahl erwies sich unterdessen als falsch. Er fiel während der ersten Runde bis auf den 15. Rang zurück.
Prost kam nur schlecht von seinem Startplatz weg. Dies zwang Villeneuve dazu, vom Gas zu gehen. Der hinter ihm folgende Mario Andretti registrierte dies zu spät und kollidierte mit dem Ferrari-Piloten. Zudem wurden René Arnoux, Chico Serra, Stohr und Eddie Cheever in den Unfall verwickelt. Nur Villeneuve, Stohr und Cheever konnten das Rennen fortsetzen.
Elio de Angelis nahm in der vierten Runde den vierten Rang ein, indem er Giacomelli überholte. Als dieser sich in der siebten Runde drehte, gelangte Keke Rosberg auf den fünften Rang vor Villeneuve.
John Watson, der sich vom 15. Startplatz aus stetig nach vor gekämpft hatte, gelangte in Runde 14 auf den fünften Rang vor Jarier und dem auf Rang sieben zurückgefallenen Rosberg. Dieser wurde in der 18. Runde zudem von Marc Surer überholt. Durch leichte Fahrfehler Jariers und Watsons bei wieder einsetzendem leichtem Regen gelangten Surer und Jacques Laffite in der 35. Runde auf die Ränge fünf und sechs. In der 49. Runde überholte Surer de Angelis und gelangte dadurch auf den vierten Platz. Kurz zuvor hatte Jarier seinen Teamkollegen Laffite überholt, musste diesen jedoch drei Runden vor dem Ende des Rennens gemäß Teamorder wieder passieren lassen.
An der Spitze hoffte der amtierende Weltmeister Jones ebenfalls auf einen Befehl des Teams an Reutemann, ihn vorbeizulassen. Dieser Befehl wurde dem Argentinier auch per Boxentafel angezeigt, doch er widersetzte sich der Anweisung. Als Reutemann als Erster die Ziellinie kreuzte, reagierte sowohl Jones als auch das Williams-Team erbost. Es kam keine wirkliche Freude über den zweiten Doppelsieg im zweiten Rennen auf. Jones betrat das Podium nicht und blieb somit der Siegerehrung demonstrativ fern.
Patrese belegte den dritten Platz vor dem beeindruckenden Surer, der die schnellste Rennrunde absolviert hatte, und den beiden Ligier-Piloten Laffite und Jarier.

## Meldeliste
| Team                           | Nr. | Fahrer                | Chassis         | Motor                    | Reifen |
| ------------------------------ | --- | --------------------- | --------------- | ------------------------ | ------ |
| Albilad-Williams Racing Team   | 01  | Alan Jones            | Williams FW07C  | Ford Cosworth DFV 3.0 V8 | M      |
| Albilad-Williams Racing Team   | 02  | Carlos Reutemann      | Williams FW07C  | Ford Cosworth DFV 3.0 V8 | M      |
| Tyrrell Racing Team            | 03  | Eddie Cheever         | Tyrrell 010     | Ford Cosworth DFV 3.0 V8 | M      |
| Tyrrell Racing Team            | 04  | Ricardo Zunino        | Tyrrell 010     | Ford Cosworth DFV 3.0 V8 | M      |
| Parmalat Racing Team           | 05  | Nelson Piquet         | Brabham BT49C   | Ford Cosworth DFV 3.0 V8 | M      |
| Parmalat Racing Team           | 06  | Héctor Rebaque        | Brabham BT49C   | Ford Cosworth DFV 3.0 V8 | M      |
| Marlboro McLaren International | 07  | John Watson           | McLaren M29F    | Ford Cosworth DFV 3.0 V8 | M      |
| Marlboro McLaren International | 08  | Andrea de Cesaris     | McLaren M29F    | Ford Cosworth DFV 3.0 V8 | M      |
| Team ATS                       | 09  | Jan Lammers           | ATS D4          | Ford Cosworth DFV 3.0 V8 | M      |
| Team Essex Lotus               | 11  | Elio de Angelis       | Lotus 81B       | Ford Cosworth DFV 3.0 V8 | M      |
| Team Essex Lotus               | 12  | Nigel Mansell         | Lotus 81B       | Ford Cosworth DFV 3.0 V8 | M      |
| Ensign Racing                  | 14  | Marc Surer            | Ensign N180B    | Ford Cosworth DFV 3.0 V8 | M      |
| Équipe Renault Elf             | 15  | Alain Prost           | Renault RE20B   | Renault EF1 1.5 V6t      | M      |
| Équipe Renault Elf             | 16  | René Arnoux           | Renault RE20B   | Renault EF1 1.5 V6t      | M      |
| March Grand Prix Team          | 17  | Eliseo Salazar        | March 811       | Ford Cosworth DFV 3.0 V8 | M      |
| March Grand Prix Team          | 18  | Derek Daly            | March 811       | Ford Cosworth DFV 3.0 V8 | M      |
| Fittipaldi Automotive          | 20  | Keke Rosberg          | Fittipaldi F8C  | Ford Cosworth DFV 3.0 V8 | M      |
| Fittipaldi Automotive          | 21  | Chico Serra           | Fittipaldi F8C  | Ford Cosworth DFV 3.0 V8 | M      |
| Marlboro Team Alfa Romeo       | 22  | Mario Andretti        | Alfa Romeo 179C | Alfa Romeo 1260 3.0 V12  | M      |
| Marlboro Team Alfa Romeo       | 23  | Bruno Giacomelli      | Alfa Romeo 179C | Alfa Romeo 1260 3.0 V12  | M      |
| Équipe Talbot Gitanes          | 25  | Jean-Pierre Jabouille | Ligier JS17     | Matra MS81 3.0 V12       | M      |
| Équipe Talbot Gitanes          | 25  | Jean-Pierre Jarier    | Ligier JS17     | Matra MS81 3.0 V12       | M      |
| Équipe Talbot Gitanes          | 26  | Jacques Laffite       | Ligier JS17     | Matra MS81 3.0 V12       | M      |
| Scuderia Ferrari SpA SEFAC     | 27  | Gilles Villeneuve     | Ferrari 126CK   | Ferrari 021 1.5 V6t      | M      |
| Scuderia Ferrari SpA SEFAC     | 28  | Didier Pironi         | Ferrari 126CK   | Ferrari 021 1.5 V6t      | M      |
| Ragno Arrows Beta Racing Team  | 29  | Riccardo Patrese      | Arrows A3B      | Ford Cosworth DFV 3.0 V8 | M      |
| Ragno Arrows Beta Racing Team  | 30  | Siegfried Stohr       | Arrows A3B      | Ford Cosworth DFV 3.0 V8 | M      |
| Osella Squadra Corse           | 31  | Miguel Ángel Guerra   | Osella FA1B     | Ford Cosworth DFV 3.0 V8 | M      |
| Osella Squadra Corse           | 32  | Beppe Gabbiani        | Osella FA1B     | Ford Cosworth DFV 3.0 V8 | M      |
| Theodore Racing Team           | 33  | Patrick Tambay        | Theodore TY01   | Ford Cosworth DFV 3.0 V8 | M      |

Anmerkungen
1. 1 2  Jarier übernahm den Ligier JS17 mit der Startnummer 25 während des Trainings von Jabouille.

## Klassifikationen

### Qualifying
| Pos. | Fahrer                | Konstrukteur    | Qualifikationstraining 1 | Qualifikationstraining 1 | Qualifikationstraining 2 | Qualifikationstraining 2 | Start |
| Pos. | Fahrer                | Konstrukteur    | Zeit                     | Ø-Geschwindigkeit        | Zeit                     | Ø-Geschwindigkeit        | Start |
| ---- | --------------------- | --------------- | ------------------------ | ------------------------ | ------------------------ | ------------------------ | ----- |
| 01   | Nelson Piquet         | Brabham-Ford    | 1:35,786                 | 189,084 km/h             | 1:35,079                 | 190,490 km/h             | 01    |
| 02   | Carlos Reutemann      | Williams-Ford   | 1:35,390                 | 189,869 km/h             | 1:36,000                 | 188,663 km/h             | 02    |
| 03   | Alan Jones            | Williams-Ford   | 1:36,337                 | 188,003 km/h             | 1:36,390                 | 187,899 km/h             | 03    |
| 04   | Riccardo Patrese      | Arrows-Ford     | 1:37,231                 | 186,274 km/h             | 1:36,667                 | 187,361 km/h             | 04    |
| 05   | Alain Prost           | Renault         | 1:37,147                 | 186,435 km/h             | 1:36,670                 | 187,355 km/h             | 05    |
| 06   | Bruno Giacomelli      | Alfa Romeo      | 1:38,682                 | 183,535 km/h             | 1:37,283                 | 186,174 km/h             | 06    |
| 07   | Gilles Villeneuve     | Ferrari         | 1:37,975                 | 184,859 km/h             | 1:37,497                 | 185,766 km/h             | 07    |
| 08   | René Arnoux           | Renault         | 1:38,985                 | 182,973 km/h             | 1:37,561                 | 185,644 km/h             | 08    |
| 09   | Mario Andretti        | Alfa Romeo      | 1:37,933                 | 184,939 km/h             | 1:37,597                 | 185,575 km/h             | 09    |
| 10   | Elio de Angelis       | Lotus-Ford      | 1:38,352                 | 184,151 km/h             | 1:37,734                 | 185,315 km/h             | 10    |
| 11   | Héctor Rebaque        | Brabham-Ford    | 1:38,225                 | 184,389 km/h             | 1:37,777                 | 185,234 km/h             | 11    |
| 12   | Keke Rosberg          | Fittipaldi-Ford | 1:37,981                 | 184,848 km/h             | 1:39,371                 | 182,262 km/h             | 12    |
| 13   | Nigel Mansell         | Lotus-Ford      | 1:38,861                 | 183,203 km/h             | 1:38,003                 | 184,807 km/h             | 13    |
| 14   | Eddie Cheever         | Tyrrell-Ford    | 1:38,160                 | 184,511 km/h             | 1:38,521                 | 183,835 km/h             | 14    |
| 15   | John Watson           | McLaren-Ford    | 1:40,057                 | 181,013 km/h             | 1:38,263                 | 184,318 km/h             | 15    |
| 16   | Jacques Laffite       | Ligier-Matra    | 1:38,273                 | 184,299 km/h             | 1:38,713                 | 183,477 km/h             | 16    |
| 17   | Didier Pironi         | Ferrari         | 1:39,229                 | 182,523 km/h             | 1:38,565                 | 183,753 km/h             | 17    |
| 18   | Marc Surer            | Ensign-Ford     | 1:39,296                 | 182,400 km/h             | 1:38,570                 | 183,744 km/h             | 18    |
| 19   | Patrick Tambay        | Theodore-Ford   | 1:38,726                 | 183,453 km/h             | 1:39,668                 | 181,719 km/h             | 19    |
| 20   | Andrea de Cesaris     | McLaren-Ford    | 1:39,409                 | 182,193 km/h             | 1:38,780                 | 183,353 km/h             | 20    |
| 21   | Siegfried Stohr       | Arrows-Ford     | 1:40,297                 | 180,580 km/h             | 1:39,190                 | 182,595 km/h             | 21    |
| 22   | Chico Serra           | Fittipaldi-Ford | 1:39,326                 | 182,345 km/h             | 1:39,396                 | 182,217 km/h             | 22    |
| 23   | Jean-Pierre Jarier    | Ligier-Matra    | keine Zeit               | –                        | 1:39,398                 | 182,213 km/h             | 23    |
| 24   | Ricardo Zunino        | Tyrrell-Ford    | 1:41,036                 | 179,259 km/h             | 1:39,798                 | 181,483 km/h             | 24    |
| DNQ  | Jan Lammers           | ATS-Ford        | 1:40,339                 | 180,504 km/h             | 1:39,844                 | 181,399 km/h             | –     |
| DNQ  | Jean-Pierre Jabouille | Ligier-Matra    | 1:40,306                 | 180,563 km/h             | keine Zeit               | –                        | –     |
| DNQ  | Beppe Gabbiani        | Osella-Ford     | 1:41,954                 | 177,645 km/h             | 1:40,709                 | 179,841 km/h             | –     |
| DNQ  | Miguel Ángel Guerra   | Osella-Ford     | 1:40,984                 | 179,351 km/h             | 1:44,482                 | 173,347 km/h             | –     |
| DNQ  | Eliseo Salazar        | March-Ford      | 1:44,730                 | 172,936 km/h             | 1:43,267                 | 175,386 km/h             | –     |
| DNQ  | Derek Daly            | March-Ford      | keine Zeit               | –                        | keine Zeit               | –                        | –     |

### Rennen
| Pos. | Fahrer             | Konstrukteur    | Runden | Stopps | Zeit       | Start | Schnellste Runde |
| ---- | ------------------ | --------------- | ------ | ------ | ---------- | ----- | ---------------- |
| 01   | Carlos Reutemann   | Williams-Ford   | 62     | 0      | 2:00:23,66 | 02    | 1:54,78          |
| 02   | Alan Jones         | Williams-Ford   | 62     | 0      | + 4,44     | 03    | 1:55,21          |
| 03   | Riccardo Patrese   | Arrows-Ford     | 62     | 0      | + 1:03,08  | 04    | 1:56,10          |
| 04   | Marc Surer         | Ensign-Ford     | 62     | 0      | + 1:17,03  | 18    | 1:54,302 (26.)   |
| 05   | Elio de Angelis    | Lotus-Ford      | 62     | 0      | + 1:26,42  | 10    | 1:56,27          |
| 06   | Jacques Laffite    | Ligier-Matra    | 62     | 0      | + 1:26,83  | 16    | 1:54,50          |
| 07   | Jean-Pierre Jarier | Ligier-Matra    | 62     | 0      | + 1:30,25  | 23    | 1:55,85          |
| 08   | John Watson        | McLaren-Ford    | 61     | 0      | + 1 Runde  | 15    | 1:56,95          |
| 09   | Keke Rosberg       | Fittipaldi-Ford | 61     | 0      | + 1 Runde  | 12    | 1:57,34          |
| 10   | Patrick Tambay     | Theodore-Ford   | 61     | 0      | + 1 Runde  | 19    | 1:56,71          |
| 11   | Nigel Mansell      | Lotus-Ford      | 61     | 0      | + 1 Runde  | 13    | 1:57,12          |
| 12   | Nelson Piquet      | Brabham-Ford    | 60     | 0      | + 2 Runden | 01    | 1:54,67          |
| 13   | Ricardo Zunino     | Tyrrell-Ford    | 58     | 0      | + 4 Runden | 24    | 2:00,35          |
| –    | Eddie Cheever      | Tyrrell-Ford    | 49     | 3      | NC         | 14    | 1:59,19          |
| –    | Bruno Giacomelli   | Alfa Romeo      | 40     | 1      | NC         | 06    | 1:56,73          |
| –    | Gilles Villeneuve  | Ferrari         | 25     | 2      | DNF        | 07    | 1:57,42          |
| –    | Héctor Rebaque     | Brabham-Ford    | 22     | 0      | DNF        | 11    | 1:57,27          |
| –    | Alain Prost        | Renault         | 20     | 0      | DNF        | 05    | 1:57,12          |
| –    | Siegfried Stohr    | Arrows-Ford     | 20     | 0      | DNF        | 21    | 2:03,42          |
| –    | Didier Pironi      | Ferrari         | 19     | 0      | DNF        | 17    | 2:00,44          |
| –    | Andrea de Cesaris  | McLaren-Ford    | 9      | 0      | DNF        | 20    | 1:58,87          |
| –    | René Arnoux        | Renault         | 0      | 0      | DNF        | 08    | –                |
| –    | Mario Andretti     | Alfa Romeo      | 0      | 0      | DNF        | 09    | –                |
| –    | Chico Serra        | Fittipaldi-Ford | 0      | 0      | DNF        | 22    | –                |

## WM-Stände nach dem Rennen
Die ersten sechs des Rennens bekamen 9, 6, 4, 3, 2 bzw. 1 Punkt(e). In der Fahrerwertung wurden die besten elf Resultate, in der Konstrukteurswertung alle Resultate gewertet.

### Fahrerwertung
| Pos. | Fahrer             | Konstrukteur    | Punkte |
| ---- | ------------------ | --------------- | ------ |
| 01   | Alan Jones         | Williams-Ford   | 15     |
| 02   | Carlos Reutemann   | Williams-Ford   | 15     |
| 03   | Nelson Piquet      | Brabham-Ford    | 4      |
| 04   | Riccardo Patrese   | Arrows-Ford     | 4      |
| 05   | Mario Andretti     | Alfa Romeo      | 3      |
| 06   | Marc Surer         | Ensign-Ford     | 3      |
| 07   | Eddie Cheever      | Tyrrell-Ford    | 2      |
| 08   | Elio de Angelis    | Lotus-Ford      | 2      |
| 09   | Patrick Tambay     | Theodore-Ford   | 1      |
| 10   | Jacques Laffite    | Ligier-Matra    | 1      |
| 11   | Chico Serra        | Fittipaldi-Ford | 0      |
| 12   | Jean-Pierre Jarier | Ligier-Matra    | 0      |
| 13   | René Arnoux        | Renault         | 0      |

| Pos. | Fahrer            | Konstrukteur    | Punkte |
| ---- | ----------------- | --------------- | ------ |
| 14   | John Watson       | McLaren-Ford    | 0      |
| 15   | Keke Rosberg      | Fittipaldi-Ford | 0      |
| 16   | Nigel Mansell     | Lotus-Ford      | 0      |
| 17   | Ricardo Zunino    | Tyrrell-Ford    | 0      |
| –    | Didier Pironi     | Ferrari         | 0      |
| –    | Héctor Rebaque    | Brabham-Ford    | 0      |
| –    | Bruno Giacomelli  | Alfa Romeo      | 0      |
| –    | Jan Lammers       | ATS-Ford        | 0      |
| –    | Beppe Gabbiani    | Osella-Ford     | 0      |
| –    | Gilles Villeneuve | Ferrari         | 0      |
| –    | Alain Prost       | Renault         | 0      |
| –    | Andrea de Cesaris | McLaren-Ford    | 0      |
| –    | Siegfried Stohr   | Arrows-Ford     | 0      |

### Konstrukteurswertung
| Pos. | Konstrukteur  | Punkte |
| ---- | ------------- | ------ |
| 01   | Williams-Ford | 30     |
| 02   | Brabham-Ford  | 4      |
| 03   | Arrows-Ford   | 4      |
| 04   | Alfa Romeo    | 3      |
| 05   | Ensign-Ford   | 3      |
| 06   | Tyrrell-Ford  | 2      |
| 07   | Lotus-Ford    | 2      |
| 08   | Theodore-Ford | 1      |

| Pos. | Konstrukteur    | Punkte |
| ---- | --------------- | ------ |
| 09   | Ligier-Matra    | 1      |
| 10   | Fittipaldi-Ford | 0      |
| 11   | Renault         | 0      |
| 12   | McLaren-Ford    | 0      |
| –    | Ferrari         | 0      |
| –    | ATS-Ford        | 0      |
| –    | Osella-Ford     | 0      |